# Jindřich Jirsák
Jindřich Jirsák (ur. 27 lutego 1885 w Rokycanach, zm. w 1938 tamże) – tyczkarz reprezentujący Czechy. Uczestniczył w igrzyskach olimpijskich w Sztokholmie w 1912 roku. Były to jedyne igrzyska na jakich startował.
W latach 1910–1914 pięciokrotnie ustanawiał rekord Czech w skoku o tyczce, do poziomu 3,745 (rekord życiowy).

## Występy na letnich igrzyskach olimpijskich
| Igrzyska | Wydarzenie    | Eliminacje | Eliminacje | Półfinały | Półfinały | Finały          | Finały          |
| Igrzyska | Wydarzenie    | Wynik      | Miejsce    | Wynik     | Miejsce   | Wynik           | Miejsce         |
| -------- | ------------- | ---------- | ---------- | --------- | --------- | --------------- | --------------- |
| LIO 1912 | Skok o tyczce | 3,00 m     | 23.        |           |           | → Nie awansował | → Nie awansował |